# Conversaciones con mamá
Conversaciones con Mamá (br: Conversando com Mamãe) é um filme argentino de 2004 dirigido e escrito por Santiago Carlos Oves.